# Inhibidores de Qo

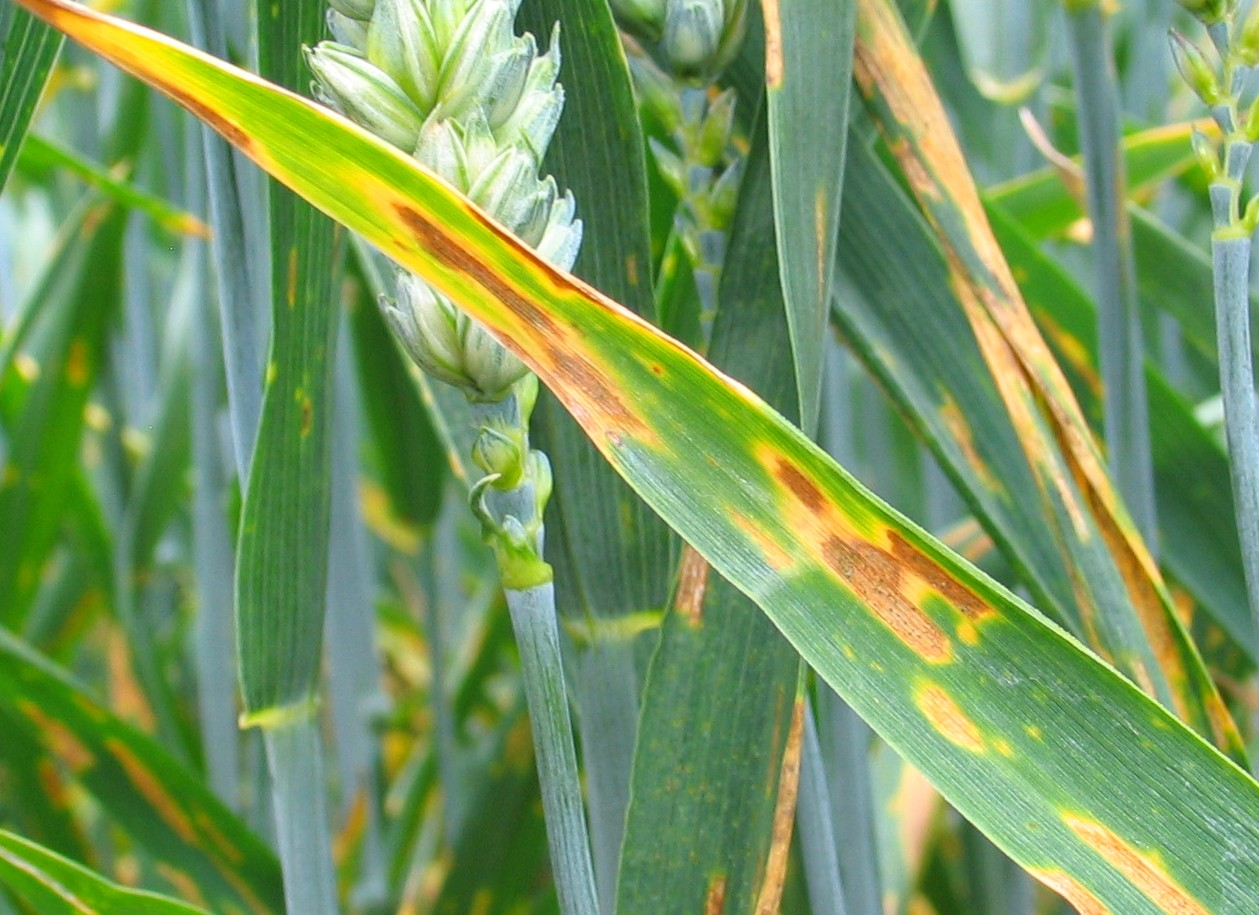
Los Inhibidores de Qo son fungicidas utilizados para combatir al hongo Septoria tritici (en la imagen una planta afectada por el hongo).

Inhibidores de Qo (Q o I) o inhibidores de la quinona, son un grupo de fungicidas utilizados en la agricultura que representan un gran acontecimiento en la industria química de los fungicidas. Q o I son compuestos químicos que actúan en el exterior, (Quinol sitio de unión del complejo citocromo BC 1).
Q o I son los resultantes de la fusión de tres familias de fungicidas, la conocida familia de estrobilurinas y dos nuevas familias, representadas por fenamidona y famoxadona. Algunos estrobilurinas son azoxistrobina, kresoxim-metilo, picoxistrobina, piraclostrobina y trifloxistrobina.
Estos fungicidas se utilizan en una amplia gama de cultivos, como cereales, vid, frutas de pepita, cucurbitáceas, tomates y patatas.
Por ejemplo, se utilizan como fungicidas para cereales, contra Erysiphe graminis tritici f.sp responsable de la polvorienta moho en el trigo o en contra de Septoria tritici, responsable de la septoriosis de la hoja en el trigo.
También son utilizados para la vid , contra Plasmopara viticola, responsable de mildiu, el oïdium o para tratamientos.
Todos estos fungicidas están en el mismo grupo de resistencia cruzada (el mismo modo de acción) y debe ser administrado cuidadosamente para evitar la aparición de fungicidas resistentes. Se ha observado en la mayoría de los cultivos alguna resistencia a los fungicidas (como en el caso del trigo en polvo de moho), por lo que en la aplicación de la Q o productos se deben respetar los intervalos de los tipos efectivos. 